# مغرورآباد
مغرورآباد ، روستایی از توابع بخش مرکزی شهرستان نظرآباد در استان تهران ایران است.

## جمعیت
این روستا در دهستان احمدآباد قرار دارد و براساس سرشماری مرکز آمار ایران در سال ۱۳۸۵، جمعیت آن ۲۹ نفر (۵خانوار) بوده‌است.